# La Révélation (film, 1973)
Pour les articles homonymes, voir La Révélation.
Pour plus de détails, voir Fiche technique et Distribution.
La Révélation est un film français réalisé par Alain Lavalle, sorti en 1973.

## Synopsis
Claire est seule pendant les vacances, enfants et mari étant partis. Elle connaîtra les joies de l'adultère grâce à une amie.

## Fiche technique
- Réalisation : Alain Lavalle
- Images : Claude Beausoleil
- Genre : érotique
- Durée : 1 h 30
- Date de sortie : 25 janvier 1973

## Distribution
- Olga Georges-Picot : Claire
- Juliette Mills : Gisèle
- Sady Rebbot : Le couturier
- Robert Etcheverry : Bernard, l'amant de Gisèle
- Jacques Santi : Le mari
- Danièle Vlaminck
- Daniel Sarky
- France Verdier
- Garlonne Errlichmann
- Véronique Dabrowsky
- Hélène Giegner
- Pierre Péchard